# T'oh Canada
 (avril 2021).
Si vous disposez d'ouvrages ou d'articles de référence ou si vous connaissez des sites web de qualité traitant du thème abordé ici, merci de compléter l'article en donnant les références utiles à sa vérifiabilité et en les liant à la section « Notes et références ».
T'oh Canada (France) ou D'oh Canada (Québec) (D'oh Canada) est un épisode de la série télévisée d'animation Les Simpson. Il s'agit du vingt-et-unième épisode de la trentième saison et du 660e de la série.

## Synopsis
Bart et Lisa tannent leur père pour aller au parc aquatique, mais quand ils s'y trouvent, il repart soudainement avec eux pour une question de points. Il explique à sa famille que grâce à ses nombreuses cartes de crédits, il a accumulé 2 millions de points qui, en récompense de sa fidélité, lui permettent de séjourner gratuitement dans un hôtel. Mais ces points allant expirer, ils doivent se rendre en vitesse à leur destination, les chutes du Niagara. La famille est ravie, mais lorsque Bart et Lisa jouent près des chutes dans des bulles gonflables, Lisa tombe accidentellement à l'eau. Elle échoue du côté canadien de la frontière, est amenée à l'hôpital et découvre les nombreux avantages de ce pays que ne possèdent pas les États-Unis. Confiant qu'elle se sent mal dans sa patrie, l'officier de la police montée comprend lui, qu'elle est opprimée et décide de lui accorder l'asile politique, mais pas à sa famille qui doit retourner aux États-Unis.
Lisa est placée dans une famille d'accueil dans laquelle elle se plaît beaucoup et va dans une nouvelle école qui lui plaît encore plus. Mais Marge ne peut se résoudre à abandonner sa fille et décide d'entrer illégalement au Canada pour repartir avec elle. Lisa, de son côté, aimerait bien rester, et se retrouve avec un choix difficile à faire : vivre sa vie dans un pays qui correspond à ses souhaits mais sans sa famille, ou rentrer chez elle et affronter les problèmes graves auxquels son pays est confronté. Elle se rend compte que le Canada rencontre également des problèmes et n'est peut-être pas aussi idyllique qu'elle le croyait, et que si elle veut aider son pays, c'est à elle de s'impliquer. Mais retourner illégalement aux États-Unis n'est pas simple...

## Réception
Lors de sa première diffusion, l'épisode a attiré 1,93 million de téléspectateurs.